# Novoborove, Starobilsk
Novoborove (în ucraineană Новоборове) este o comună în raionul Starobilsk, regiunea Luhansk, Ucraina, formată numai din satul de reședință.

## Demografie
Componența lingvistică a comunei Novoborove
     Rusă (53,59%)
     Ucraineană (46,41%)
Conform recensământului din 2001, majoritatea populației comunei Novoborove era vorbitoare de rusă (53,59%), existând în minoritate și vorbitori de ucraineană (46,41%).